# 市役所前站 (長野縣)

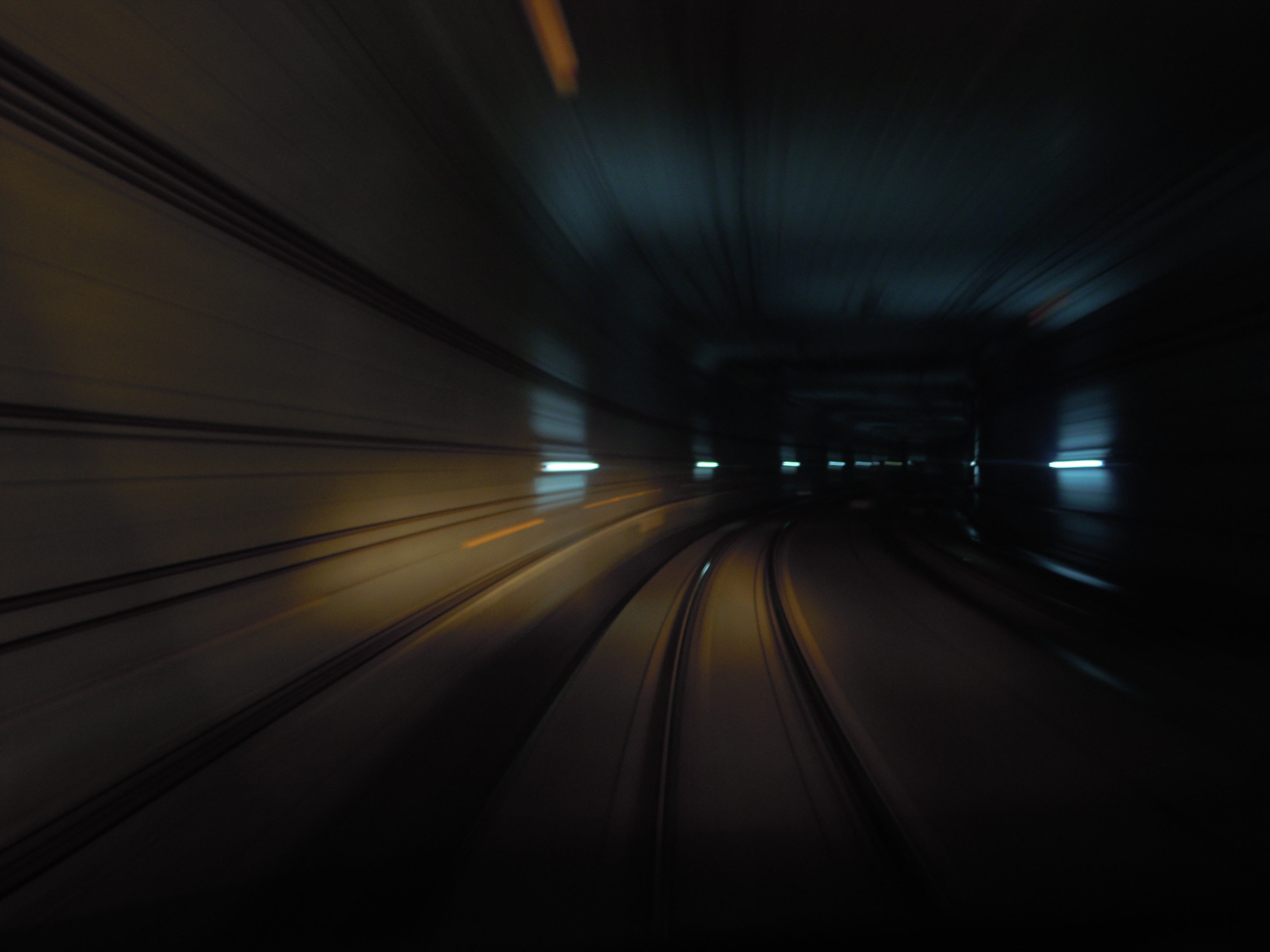
長野至市役所前之間路軌

市役所前站（日语：／ Shiyakushomae eki */?）是位於長野縣長野市大字鶴賀森下，長野電鐵的長野線車站。車站編號為N2。

## 歷史
- 1928年（昭和3年）
  - 6月24日[2][1] - 長野電氣鐵道錦町站啟用[3]，當時位於現時南千歲町路口附近，以及為地面車站。
  - 9月30日 - 成為長野電鐵車站。
- 1981年（昭和56年）3月1日 - 長野至善光寺下之間地底化[2]。同時，車站遷移至昭和通附近，並與1945年（昭和20年）暫停營業中的「綠町駅（日语：緑町駅 (長野県)）」合併。此站改名為市役所前站[2][4]。
- 2001年（平成13年）10月15日 - 隨著南出口的使用人次減少，營業時間縮短。
- 2007年（平成19年） -  1號月台上設置列車出發資訊（沒有支援列車出發與進站）。
- 2012年（平成24年）9月 - 閘口附近設置列車出發資訊。
- 2016年（平成28年）12月 - 站內的照明開始使用LED。
- 2021年（令和3年）3月12日 - 南出口關閉[5][6]。

## 車站構造

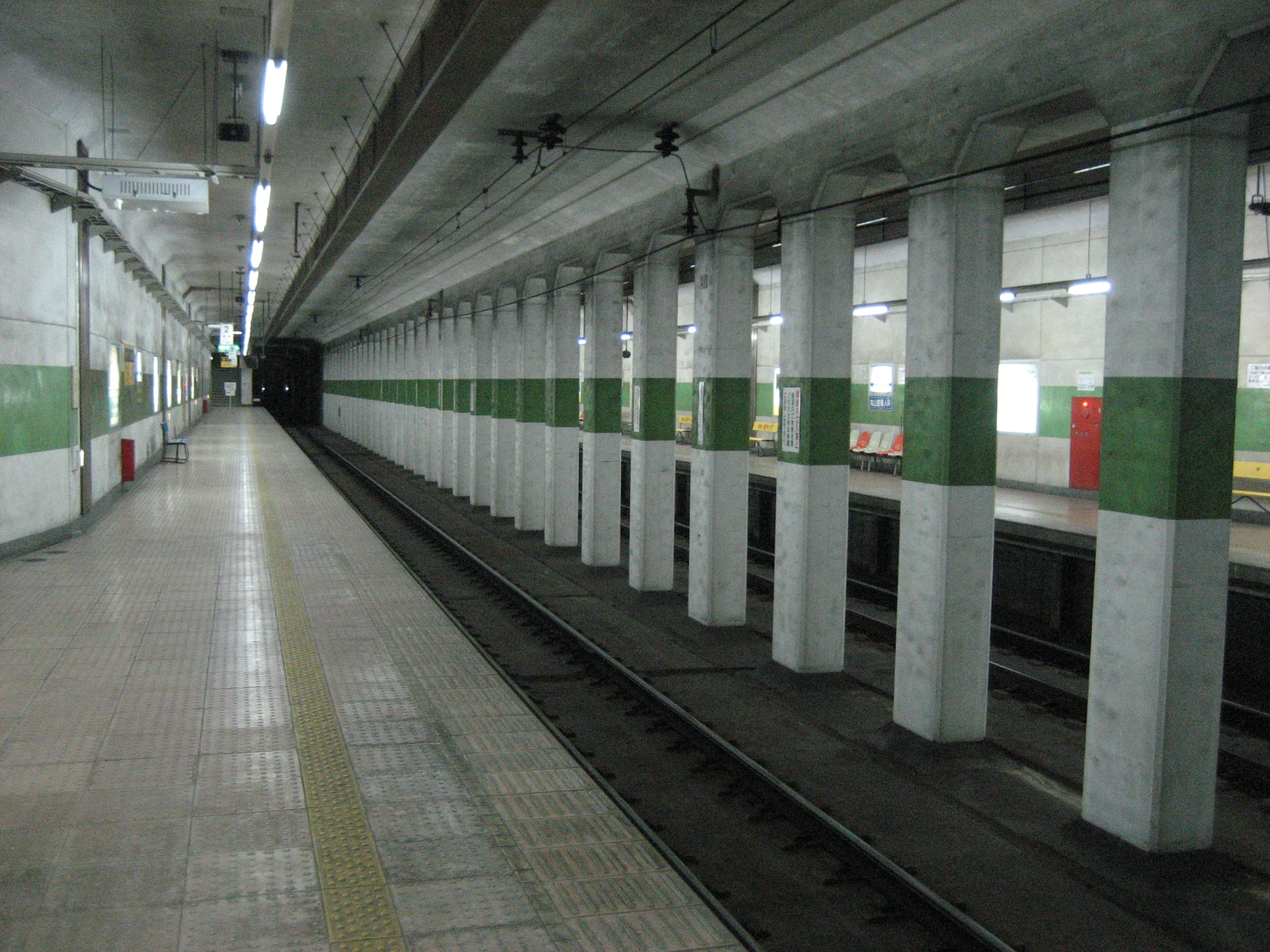
月台

車站是一座地底車站，設有2面2線相對式月台。此站是有人車站。車站位於長野大通下方。車站大樓位於地下1樓，該處設有站務室、宿舍室、電機房和機房。月台位於地下2樓。在閘口外邊可作為行人隧道橫過街道。站內只有一座扶手電梯，連接2號月台（地下2樓）至北出口閘口（地下1樓），並且只有上行單向。
靠近「市役所前站」路口設有北出口且正在營業。位於「南千歲町北」路口設有南出口，該出口在2021年永久關閉。
車站登記地址為長野市大字鶴賀森下1120番5號。即該當現時為上千歲町，北出口部分位於綠町，南出口部分位於南千歳。

### 月台
| 月台 | 路線    | 上下行 | 方向               |
| ---- | ------- | ------ | ------------------ |
| 1    | ■長野線 | 下行   | 須坂、信州中野方向 |
| 2    | ■長野線 | 上行   | 長野方向           |

## 車站周邊

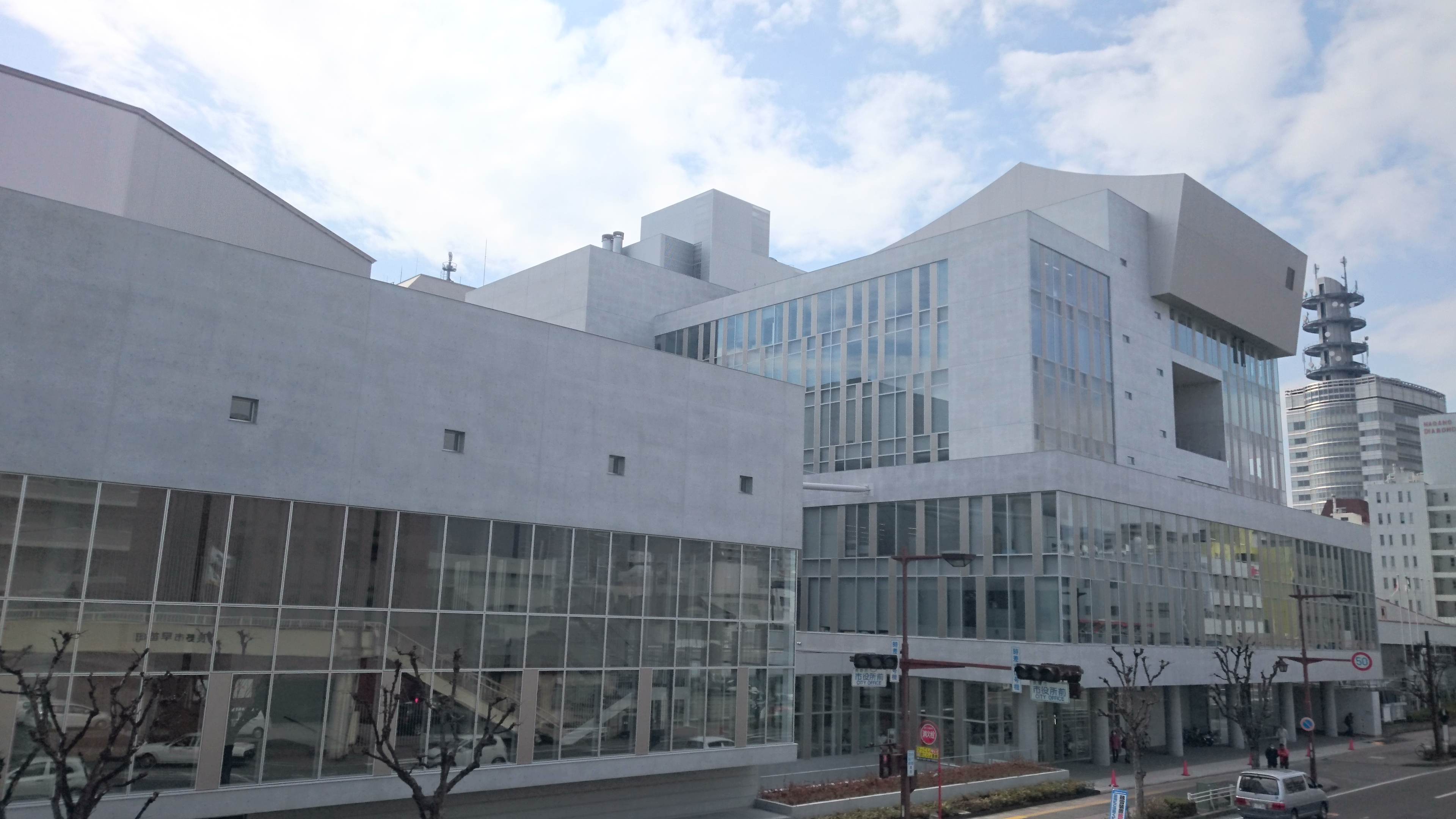
長野市政廳（日语：長野市役所）[2]、長野市藝術館（日语：長野市芸術館）
- 國道19號（昭和通（日语：昭和通り (長野市)））
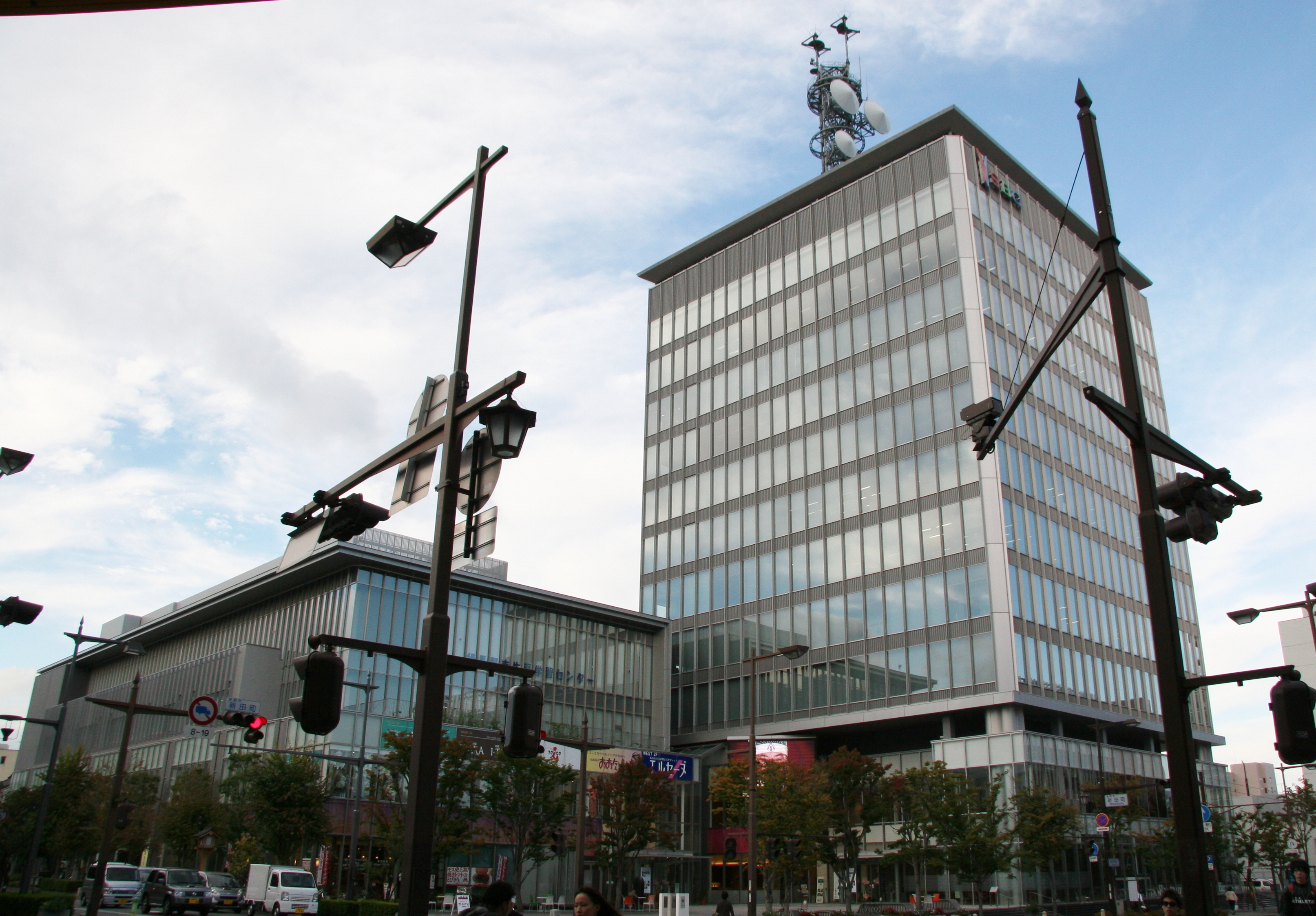
TOiGO（日语：TOiGO）
  - 信越放送（SBC）（日语：信越放送）
- 門前廣場（日语：もんぜんぷら座）
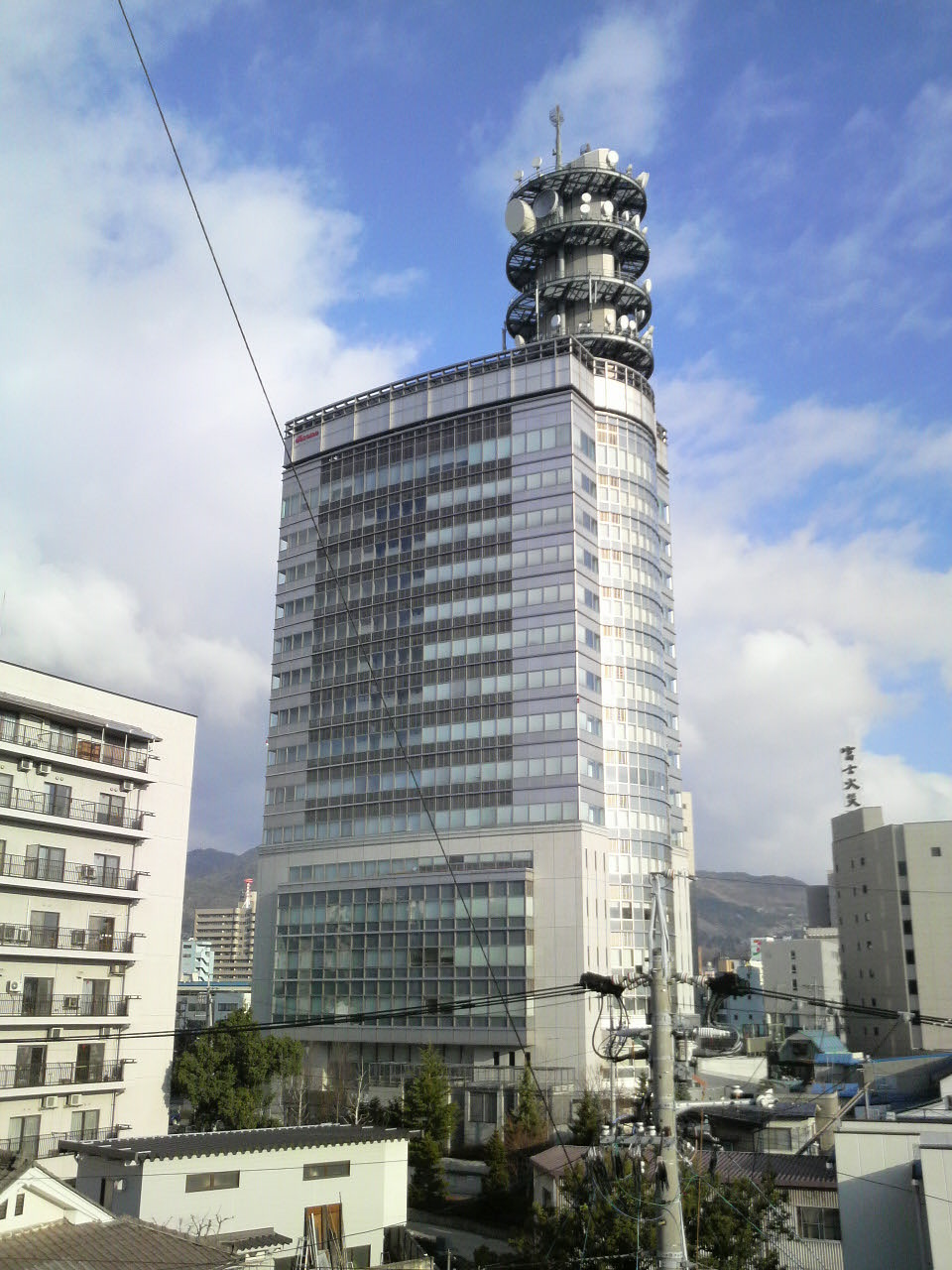
NTT DOCOMO長野大廈
- 長野市立鍋屋田小學（日语：長野市立鍋屋田小学校）
- 信越情報專門學校21再生學院

- 長野市政廳、長野市藝術館
- TOiGO
- NTT DOCOMO長野大廈

## 巴士路線
車站北出口於昭和通上設有Alpico交通（川中島巴士）千歲町巴士站。於長野大通上設有長電巴士與市街地循環巡回號南千歲町巴士站、市役所入口巴士站。

### Alpico交通（川中島巴士）
- 32 駕照中心、篠之井線
  - 市政廳前（日语：長野市役所） - 千歲町 - 長野站 - 丹波島橋南 - 中冰鉋（日语：稲里町 (長野市)#稲里町中氷鉋） - 駕照中心（日语：北信運転免許センター）入口 - 篠之井站
- 33 北原、篠之井線
  - 市政廳前 - 千歲町 - 長野站 - 丹波島橋南 - 川中島站入口 - 北原 - 篠之井高田
  - 市政廳前 - 千歲町 - 長野站 - 丹波島橋南 - 川中島站入口 - 北原 - 今井站
- 34 三本柳線
  - 市政廳前 - 千歲町 - 長野站 - 丹波島橋南 - 三本柳小學前
- 45 北屋島線
  - 長野站 - 千歲町 - 市政廳前 - 古牧小學（日语：長野市立古牧小学校） - 南長池（日语：南長池） - 北屋島
- 46 大豆島、保科溫泉線（與長電巴士聯營）
  - 長野站 - 千歲町 - 市政廳前 - 日詰（日语：稲葉 (長野市)） - 大豆島小學 - 大豆島（日语：大豆島）東團地 - 川田站 - 若穗（日语：若穂）團地 - 保科溫泉
- 48 金井山線
  - 長野站 - 千歲町 - 市政廳前 - 文化學園前（日语：文化学園長野中学校・高等学校） - 綱島（日语：青木島町#青木島町綱島） - 金井山 - 松代站 - 松代高校（日语：長野県松代高等学校）
- 102
  - 道島 → 松代站 → 川中島古戰場（日语：川中島古戦場） → 丹波島橋南 → 縣廳前 → 千歲町 → 市政廳前 → 文化學園前
  - 駕照中心入口 → 中冰鉋 → 丹波島橋南 → 縣廳前 → 千歲町 → 市政廳前 → 文化學園前

### 長電巴士
- 51 平林、柳原線
  - 長野站 - 市政廳入口 - 權堂 - 柳町團地（日语：三輪 (長野市)#柳町） - 平林（日语：平林 (長野市)） - 東郵局（日语：長野東郵便局） - 市民醫院（日语：長野市民病院） - 柳原（日语：柳原 (長野市)）
- 52 運動公園線
  - 長野站 - 市政廳入口 - 權堂 - 柳町團地 - 中央警署（日语：長野中央警察署） - 北長野站 - 運動公園（日语：長野運動公園）東
- 55 吉村、牟禮線
  - 長野站 - 市政廳入口 - 權堂 - 本鄉站 - 宇木（日语：三輪 (長野市)#旧町名） - 本町（日语：吉田 (長野市)#旧町名） - 上野中央團地 - 福井團地 - 牟禮站 - 飯綱營業所
- 61 淺川西條線
  - 長野站 - 市政廳入口 - 權堂 - 長野高校（日语：長野県長野高等学校） - 宇木 - 若槻團地（日语：若槻団地） - 淺川西條（日语：浅川 (長野市)#浅川西条）
- 62 東長野醫院線
  - 長野站 - 市政廳入口 - 權堂 - 長野高校 - 宇木 - 本町 - 清泉大學·短大（日语：清泉女学院大学） - 東長野醫院（日语：東長野病院）
- 63 三才線
  - 長野站 - 市政廳入口 - 權堂 - 長野高校 - 宇木 - 吉田（日语：吉田 (長野市)） - 三才站 - 市民醫院 - 柳原
- 64 真美田、三才線
  - 長野站 - 市政廳入口 - 權堂 - 長野高校 - 檀田（日语：檀田） - 三才站 - 市民醫院 - 柳原
- 82 屋島、須坂線
  - 長野站 - 南千歲町 - 長野站東出口 - 高田（日语：高田 (長野市)） - M Wave（日语：エムウェーブ） - 井上 - 須坂站
- 82B 屋島、綿内線
  - 長野站 - 南千歲町 - 長野站東出口 - 高田 - M Wave - 湯〜Parea - 綿內站

### 市街地循環巡回號
- 長野站(C01) → 南千歲町(C03) → 市政廳入口(C04) → 權堂(C05) → 善光寺大門(C07) → 縣廳前(C12) → 長野站

## 使用狀況
在2018年度，1日平均乘車人次為588人。以下為近年1日平均乘車人次變化。
| 年度   | 一日平均 乘車人次 |
| ------ | ----------------- |
| 2005年 | 563               |
| 2006年 | 558               |
| 2007年 | 534               |
| 2008年 | 533               |
| 2009年 | 530               |
| 2010年 | 517               |
| 2011年 | 503               |
| 2012年 | 513               |
| 2013年 | 547               |
| 2014年 | 547               |
| 2015年 | 596               |
| 2016年 | 593               |
| 2017年 | 594               |
| 2018年 | 588               |
| 2019年 | 593               |

## 相鄰車站
長野電鐵
■長野線
A特急
通過
B特急、普通
長野（N1）－市役所前（N2）－權堂（N3）

## 注腳
1. 1 2 3 4 5  . 長野電鉄.   [2014-02-26]. （原始内容存档于2021-08-19） （日语）.
2. 1 2 3 4 5 6 7 8 9  信濃毎日新聞社出版部. . 信濃毎日新聞社. 2011-07-24: 265. ISBN 9784784071647 （日语）.
3. ↑  《写真でよみがえる長野電鉄 地上線》柏企劃，2005，口繪
4. ↑  《写真でよみがえる長野電鉄 地上線》（柏企劃，2005）中，39頁決定新站的名稱候選有「綠町錦町站」
5. 1 2   (PDF) (新闻稿). 長野電鉄. 2021-02-26  [2021-02-26]. （原始内容 (PDF)存档于2021-02-26） （日语）.
6. ↑   (PDF) (新闻稿). 長野電鉄: 3. 2021-01-15  [2021-01-18]. （原始内容 (PDF)存档于2021-01-15） （日语）.
7. ↑  . Mapion.   [2017-01-05]. （原始内容存档于2021-08-29） （日语）.
8. ↑  《長野市統計書》各年度版。

## 外部連結
- 市役所前站｜各站資訊 （页面存档备份，存于）（日語） - 長野電鐵